# Мартынов, Александр Васильевич (подполковник)
Александр Васильевич Мартынов (5 декабря 1919 — 4 июня 1980) — подполковник Советской Армии, участник Великой Отечественной войны, Герой Советского Союза (1942).

## Биография
Родился 5 декабря 1919 года в деревне Подмошье (ныне — Ломоносовский район Ленинградской области). После окончания восьми классов школы и школы фабрично-заводского ученичества работал химиком-аппаратчиком на одном из ленинградских заводов. В 1939 году Мартынов был призван на службу в Рабоче-крестьянскую Красную Армию. В 1940 году окончил Чугуевское военное авиационное училище лётчиков. С июня 1941 года — на фронтах Великой Отечественной войны.
Активно участвовал в Сталинградской битве, будучи заместителем командира эскадрильи 296-го истребительного авиаполка 268-й истребительной авиадивизии 8-й воздушной армии Сталинградского фронта. За время войны он совершил свыше 300 боевых вылетов, в более 100 воздушных боях сбил 17 вражеских самолётов лично и ещё 15 — в составе группы. Неоднократно отличался во время штурмовок скоплений боевой техники и живой силы противника, его важных объектов, а также во время сопровождению советских бомбардировщиков и перехвату вражеских самолётов.
Указом Президиума Верховного Совета СССР «О присвоении звания Героя Советского Союза начальствующему составу авиации Красной Армии» от 12 августа 1942 года за «образцовое выполнение боевых заданий командования на фронте борьбы с немецкими захватчиками и проявленные при этом отвагу и геройство» удостоен высокого звания Героя Советского Союза с вручением ордена Ленина и медали «Золотая Звезда» за номером 725.
Был также награждён двумя орденами Красного Знамени, орденом Отечественной войны 1-й степени, двумя орденами Красной Звезды, рядом медалей.
В 1944 году окончил Высшую офицерскую школу штурманов ВВС. В 1956 году в звании подполковника он был уволен в запас. Проживал в Новгороде. Скончался 4 июня 1980 года, похоронен на Аллее Героев Западного кладбища Новгорода.